# 3182 Shimanto
3182 Shimanto este un asteroid din centura principală, descoperit pe 27 noiembrie 1984 de Tsutomu Seki.